# Baigneux-les-Juifs
Baigneux-les-Juifs är en kommun i departementet Côte-d'Or i regionen Bourgogne-Franche-Comté i östra Frankrike. Kommunen ligger i kantonen Baigneux-les-Juifs som tillhör arrondissementet Montbard. År 2022 hade Baigneux-les-Juifs 203 invånare.

## Befolkningsutveckling
Antalet invånare i kommunen Baigneux-les-Juifs
Referens:INSEE